# Sánchez
Sánchez é um município da República Dominicana pertencente à província de Samaná, no litoral sul da península de Samaná.
Sua população estimada em 2012 era de 20 865 habitantes.

## História
A cidade velha de Las Cañitas foi elevada à categoria de município em 1866 sob o nome de Francisco del Rosario Sánchez, um dos fundadores da República Dominicana.
Era uma cidade muito pequena, mas cresceu em importância e população, quando a ferrovia da cidade de La Vega (na província de La Vega) começou a funcionar em toda a região rica do Cibao. Sánchez se tornou o porto mais importante do país durante o resto do século XIX e início do século XX. A ferrovia funcionou até 1966.
O porto perdeu a importância devido o crescimento dos outros portos do país. E o rio Yuna foi enchendo a baía de Samaná, com material sólido e apenas pequenos barcos podem chegar até ao porto.

## Economia
A principal atividade econômica do município é a agricultura. A pesca era a principal atividade, mas agora não é tão importante.